# Zion Music
Zion Music — один из крупнейших российских музыкальных лейблов, основанный в 2009 году в Москве. В основном ориентирован на работу с исполнителями в жанрах «поп-музыка» и «хип-хоп». Помимо звукозаписи, выполняет функции издательства и менеджмент-компании. Cотрудничает с сотнями артистов, музыкальных проектов и коллективов, среди которых Niletto, Ваня Дмитриенко, Элджей, Коста Лакоста, 5sta Family, CAPTOWN, Свят, Юлианна Караулова,  ДжаЯмми, синдром главного героя, «ДА, ЛЕСЯ» и многие другие.

## История

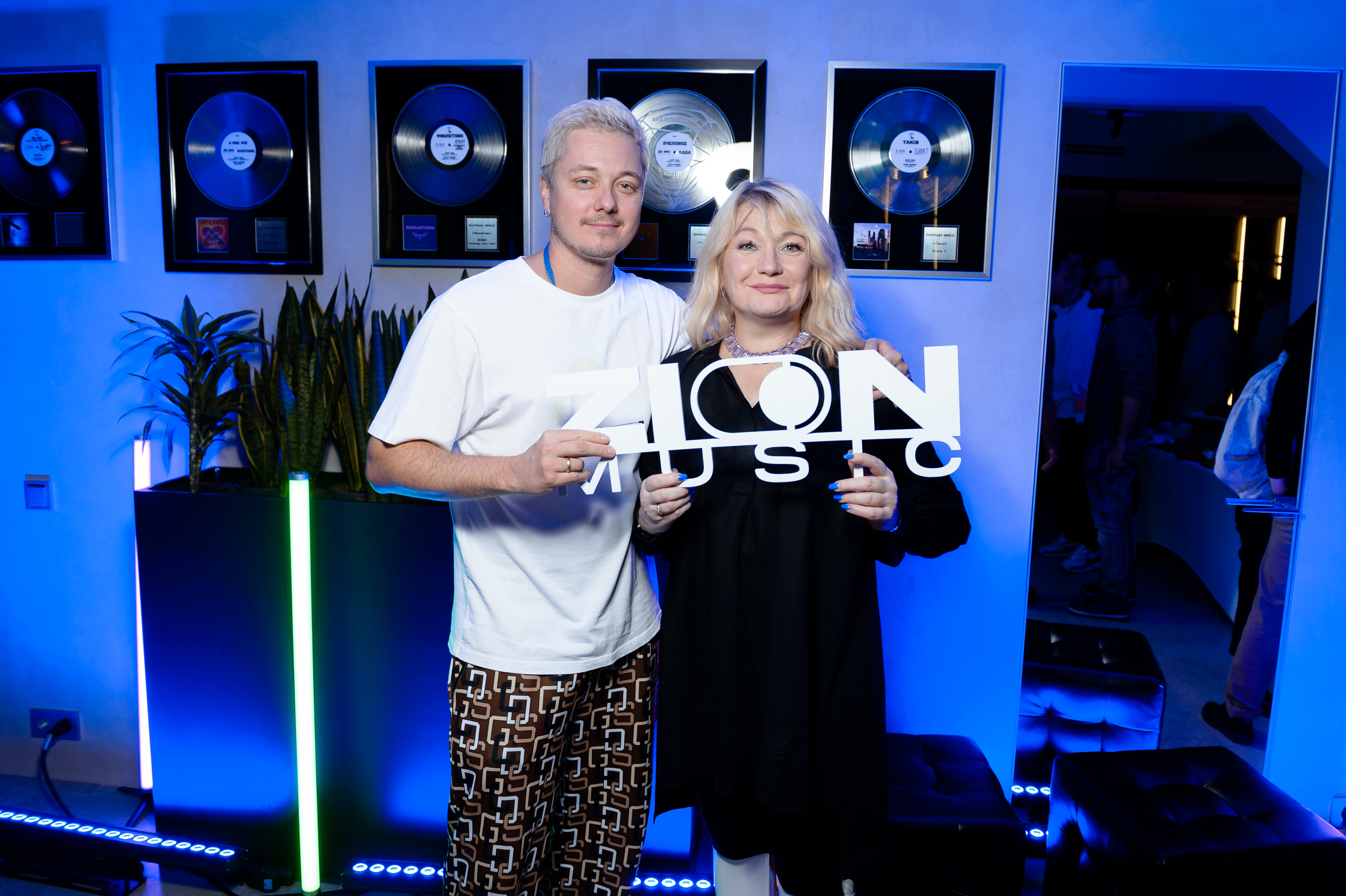
Основатели Zion Music Дионисий Саттаров и Ирина Щербинская на открытии нового офиса лейбла, 2021

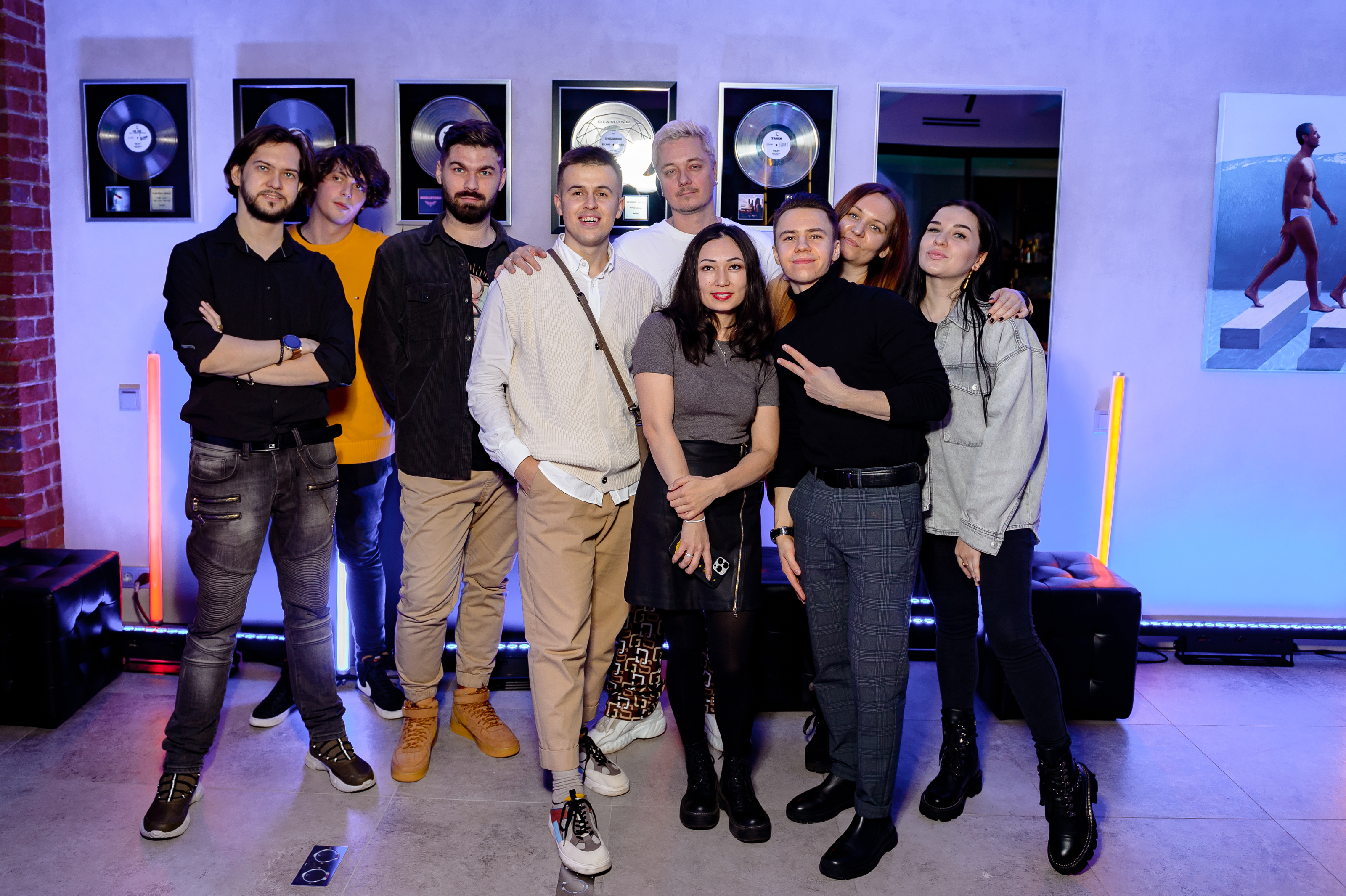
Команда лейбла Zion Music, 2021

Основан супругами Дионисием (Денисом) Саттаровым (в прошлом — музыкант, бас-гитарист группы REFLEX) и Ириной Щербинской (в прошлом — директор по маркетингу радиостанции «Европа Плюс»). С момента основания Zion Music предпочитал работать по модели «360» (бизнес-модель, при которой лейбл не только выпускает музыку, но и занимается менеджментом артиста).
Первоначально флагманом лейбла стала группа 5sta Family. В мае 2009 года, уже после перехода на Zion Music, 5sta Family совместно с группой «23:45» выпустили сингл «Я буду». Песня быстро набрала популярность и 10 недель продержалась на вершине российского радиочарта. По итогам 2009 года «Я буду» стал четвёртым самым скачиваемым синглом в РФ. В 2010 году сингл получил статус платиновым с продажами в 200 тысяч копий, победил на фестивале «Песня года», а также получил премию «Золотой граммофон». Следующий сингл группы — «Зачем?», вышедший в 2010 году, также стал хитом № 1 на радио в России. В 2011 году лейбл в качестве вокалистки ввёл в состав группы Юлианну Караулову, участницу шоу «Фабрика звёзд-5». В 2012 году 5sta Family выпустили на лейбле композицию «Вместе мы», которая также получила премию «Золотой граммофон» (2013) и стала самым ротируемым на российском радио синглом по итогам 2012 года. Ирина Щербинская отдельно была отмечена за него музыкальной премией Top Hit Music Awards в номинации «Продюсер песни».
В 2011 году лейбл начал сотрудничество с Эльвирой Тугушевой (aka Elvira T). По итогам 2012 года она была отмечена премией Top Hit Music Awards в номинации «Радиооткрытие», Дионисий Саттаров получил премию как продюсер артистки.
В 2012 году лейбл начал работать с латвийским русскоязычным рэп-исполнителем Денисом Василенко (aka Johnyboy).
В 2015 году Zion Music в качестве выпускающего лейбла начал работать с украинским певцом Никитой Алексеевым (aka Alekseev). В июне 2016 года певец победил в номинации «Прорыв года» российской премии Муз-ТВ, а в декабре того же года одержал победу в аналогичной номинации украинской премии M1 Music Awards. В марте 2017 года артист удостоился премий ZD Awards и Top Hit Music Awards сразу в нескольких номинациях — «Прорыв года», «Артист года», «Взлёт года», «Наиболее часто звучавший на радио трек» и «Самый популярный исполнитель на радио». Однако в 2019 году Алексеев покинул лейбл.
Осенью 2015 года Юлианна Караулова ушла из 5sta Family, начав сольную карьеру, но осталась на лейбле. В 2016 году Дионисий Саттаров получил премию Top Hit Music Awards в номинации «Радиооткрытие 2015 года», как продюсер Карауловой. По итогам 2016 года артистка была удостоена премий Top Hit Music Awards в номинациях «Лидер чарта Radio &YouTube Top Russian Artists» и «Самая популярная исполнительница на радио».
С 2017 года лейбл начал сотрудничество с рэп-исполнителем Алексеем Узенюком (aka Элджей). Некоторые критики утверждают, что радикальным изменением имиджа, совершившимся в этот период, артист обязан именно Zion Music, хотя ни Саттаров, ни Щербинская не подтверждали эту информацию.
4 августа 2017 года Элджей выпустил новый сингл «Розовое вино» совместно с московским рэп-исполнителем Фёдором Инсаровым (aka Feduk). Трек в считаные дни занял лидирующие строчки в iTunes и Apple Music, а также стал самой популярной песней в социальной сети «ВКонтакте». Тогда же к Элджею пришла всероссийская известность, поскольку «Розовое вино» была одним из главных русскоязычных хитов года. Клип на песню вышел 14 ноября 2017 года и стал причиной конфликта между исполнителями, не разобравшимися с порядком имён в названии видеоролика. Изначально клип опубликовал Feduk, и его имя шло первым в списке исполнителей; в течение двух дней после публикации на YouTube ролик набрал два миллиона просмотров, а затем был заблокирован; когда спустя ещё день он был разблокирован, первым в списке исполнителей был Элджей. Позже Элджей заявил, что причиной блокировки стал не порядок имён исполнителей, а претензии к цветокоррекции в видеоклипе. В разгар конфликта блогер Эльдар Джарахов резко раскритиковал в твиттере менеджмент Элджея, а фронтмен группы Little Big Илья Прусикин заявил, что Элджей выдал песню, в которой он изначально участвовал в качестве приглашённого исполнителя, за свою. Прусикин также рассказал, что клип был готов ещё в начале октября, но менеджмент Элджея игнорировал утверждение клипа, и что видео было заблокировано командой Элджея, поскольку его имя было указано в названии на втором месте.
В 2017 году также началось сотрудничество Zion Music и российского певца Артура Шмыгина (aka Luxor). В период работы с лейблом, совместная композиция Luxor и певицы Ханны «Нарушаем правила» занимала второе место в топе российского iTunes (с 29 октября по 04 ноября 2018 года).
В 2018 году лейбл подписал контракт с дуэтом RASA. В июле 2019 года RASA выпустили сингл «Пчеловод», трек моментально стал хитом № 1 в России. В августе 2019-го на песню был снят клип, по состоянию на февраль 2025 года число его просмотров на YouTube превысило цифру в 610 млн. В 2020 году Zion Music получил музыкальную премию Top Hit Music Awards в номинации «Взлёт года» (RASA).
Летом 2019 года Данил Прытков (творческий псевдоним Niletto) познакомился с Дионисием Саттаровым, и вскоре Zion Music заключил контракт с артистом. Хотя главный хит Niletto, песня «Любимка», был издан за несколько месяцев до знакомства с Саттаровым, клип на него был выпущен уже при поддержке лейбла и очень быстро стал вирусным. Видео появилось на YouTube-канале исполнителя в ноябре 2019-го, за первые сутки набрало более 500 000 просмотров, а на сегодняшний день число просмотров превысило цифру в 400 млн. За эту работу в 2021 году Zion Music был награждён премиями Top Hit Music Awards в номинациях «Видеоклип года» и «Лучший исполнитель YouTube Russia».
C лета 2020 года Zion Music работает с российским певцом Ваней Дмитриенко. 31 декабря 2020 года Дмитриенко издал на лейбле сингл «Венера-Юпитер», написанный в соавторстве с Артёмом Шаповаловым, а 10 февраля 2021 года был выпущен клип. Песня быстро стала хитом, заняв первые места в чартах Яндекс. Музыки и Apple Music Russia и третье место по итогам 2021 года в Apple Music. В декабре 2021 года за песню «Венера-Юпитер» Дмитриенко получил «Золотой граммофон», став самым юным обладателем премии за всю её историю.
В 2021 году лейбл был награждён премией Top Hit Music Awards в номинации «Прорыв года» (Ваня Дмитриенко). В мае 2023 года Дмитриенко попал в лонг-лист рейтинга Forbes «30 до 30», став самым молодым участником в категории «Музыка». С 3 ноября по 6 декабря 2023 года Zion Music при поддержке Президентского фонда культурных инициатив и фестиваля молодого искусства «Таврида. АРТ» организовал первый гастрольный тур Дмитриенко, охвативший 14 городов Урала, Поволжья и Сибири, а также Москву и Санкт-Петербург.
В 2022 году Zion Music получил в управление полный каталог Алёны Апиной, а также каталоги групп «Краски», «Вирус!».

## Артисты[44]
- 163onmyneck
- 30.02
- 4 апреля
- 5sta Family
- _lesny
- A-Europa
- abdr.
- Aida
- Akstar
- Aktru
- Alekseev
- Alex Nebo
- Alli
- Amorbaby
- Ampati
- Anna Dimi
- Arishanya
- Arsenium feat. Mianna
- Arustamov
- Asavvi
- Avdil
- Azzi
- Back Prooff
- Bad Barbie
- Baraqda
- Bittuev
- Blago White
- Blockkid
- Bolin
- Booker
- Boombl4
- Boost Morale
- Bruletova
- Candy Flip Boy
- CAPTOWN
- Cartel & Stepe
- COSMOS girls
- Dahaka
- Daila
- Daminimal
- Dani Choco
- Daniel Shake
- Darcii
- Dashi
- Dava
- Deemy
- Dezery
- DJ Дождик
- Dila Stellar
- Dima PROKOPOV
- DK
- DopeVvs
- Dottyboi
- Eddie
- Egor From Gor
- El Mondegreen
- Elicea
- ELLA
- Elvira T
- EMMA M
- Everthe8
- Fable
- Fahmi
- Forigunz
- Galust
- Gambit 13
- Gataski
- GAVRILINA
- Gidayyat
- Glukoza
- Golysheva
- gosha
- Goshu
- Greench
- Grillyazh
- Istokiya
- Jahkarta
- Janil Natas
- Jannet
- Jarry
- Jaskaz
- Jennet
- Johnyboy
- Isak
- K-chante
- Kagramanov
- Kamanchi
- kavabanga Depo kolibri
- Kecha
- Ken Tee
- KennyMayer
- Kiida
- Kipish V Ghetto
- Kodama Station
- Kurilov
- Lana Reel
- Lane Noire
- Landau
- Lazar
- Lemann
- Leonid Rudenko
- Lil Freezer
- Lina Lee
- Loboda
- Lovanda
- Lucky MC
- Luxor
- Lx24
- Lyudmi
- Mado
- Madzhan
- Magov
- Mari M
- Mart
- Mascho
- Mash
- Masha May
- Masta Attack
- Masya
- Matxx
- Maur
- Max Box
- Max7even
- Mayot
- Mazh
- Medkoff
- MellSher
- Milava
- Mireia
- Mitchel
- Mooncat
- Morgenshtern
- Mujeva
- mzlff
- Nelly Mes
- N.Masteroff
- NeVampire
- Niletto
- Niti Dila
- NXN
- OFFMi
- OG Buda
- Ohsorry
- Ontam
- Oturro
- Oweek
- Pandarov
- Pavlova
- philip strand
- PLHN
- Polina Offline
- Polyana
- Printa
- Qinz
- Quin3D!
- Rada
- Radjo
- Ragda
- RASA
- REFLEX
- Royce
- RUNSTAR
- Safin
- Said
- Sasha Doutra
- Savage
- Seda
- Seewoow
- Semmii
- Shooval
- Shark
- SHXMDUK
- Sinaimaname
- Skurt
- Sleepy
- Soloway
- Soufee
- Souloud
- Swipe
- TakeTake
- Tanir & Tyomcha
- Tars
- Teep On
- Teslya
- The Limba
- Therad
- Thrill Pill
- TOF
- Toxi$
- Urso
- V1NCENT
- Victoria Ten
- Vikta, Yanderr
- Vonavi
- Vsegda17
- Weel
- Wellay
- Wonder Phil
- WormGanger
- xcvmode
- Yadday
- Yanemi
- Yangy
- Yanix
- Yazzi
- Ykov
- Ylma
- Yog
- Yoyo
- zayatz
- ZippO
- Zivert
- Zlata
- Zmeysab
- Аили
- Айрин
- Александр Сергеев
- Алёна Апина
- Анет Сай
- Ани Чеми
- Аня Pokrov
- Арина Бережная
- Арина Рая
- Аркадий Думикян
- Арсен Шахунц
- Асия
- Баюн & Богдан
- Братья Шахунц
- БРДК
- Брутто
- БЭ ПЭ
- Вадвэй
- Ваня Дмитриенко
- Ваша Маруся
- Вилы
- Вирус!
- Габелла
- Гербер
- Григорий Лепс
- ДА, ЛЕСЯ
- Даже
- Даня Титов
- Денни Руденни
- Джаро & Ханза
- ДжаЯмми
- Джиос
- Диана Астер
- Дилэй
- Диляра Ди
- длягрустных
- Драгни
- Егор Сесарев
- Забайкалье
- Заточка
- Зомб
- Импай
- Инна Желанная
- Канапэ
- Канги
- Кирилл Мойтон
- Кишлак
- Копюшон Ноу Мо
- Коста Лакоста
- Кофе с молоком
- Краски
- Кристина Орса
- Лёша Свик
- Лоя
- Лыфарь
- Мари Краймбрери
- мартин
- Мару
- Мемфис
- Милана Хаметова
- Миранда
- Молодой Платон
- Моя Мишель
- Настя Карпова
- наше последнее лето
- НЕКИЙТЫ
- Неуловимый
- Ника Жукова
- Нюдовый Чёс
- О! Марго!
- Олег Майами
- Олег Смит
- Ольга Орлова
- ОМ.
- Остап Парфёнов
- Пара Нормальных
- Паша Proorok
- Плутто
- Полина Гулько
- Поля Яблокова
- Пошлая Молли
- Розатов
- Роки
- Руви
- Саша Айс
- Саша Пайро
- Саша Попова
- Света
- Свят
- Секонд Хенд
- Серёга Пират
- синдром главного героя
- Сола Монова
- Соня Рейн
- Сосо Павлиашвили
- Софа Купер
- стасиес
- Стен
- Стинт
- Столяров
- Султан-Ураган
- Сэджл
- Та сторона
- Тестостерович
- Фиксай
- Фир
- ФирТоф
- Хабиб
- Ханза
- Чёрное кино
- Чизкейк
- Шейх Мансур
- Экспайн
- Элджей
- Элемент
- Эмелевская
- ЭндиЭнди
- ЮГ 404
- Юлианна Караулова
- ЯD
- Яна Габбасова
- Январский блюз